# Die Androiden – Sie sind unter uns
Die Androiden – Sie sind unter uns (Annihilator) ist ein US-amerikanischer Science-Fiction-Film aus dem Jahr 1986. Der Film war anfangs als Pilotfilm zu einer Serie gedacht, die jedoch nie produziert wurde. In Deutschland erschien der Film im November 1986 auf Video.

## Handlung
Eine Verfolgungsjagd zwischen der Polizei und einem jungen Mann. Er schafft es, die Polizei abzuhängen, und zwingt mit gezogener Waffe die junge Layla, ihn in Sicherheit zu bringen. Layla überredet den Mann, der sich als Richard vorstellt, die Nacht bei ihr zu bleiben. In dieser Nacht erzählt Richard von seinen Erlebnissen mit seiner Freundin Angela. Angela war mit ihrer Freundin Cindy drei Wochen auf Hawaii. Als sie zurückkamen, waren sie wie ausgewechselt. Angela war emotionslos und gefühlskalt gegenüber Richard. Als Richard und Angela einen Ausflug zu einem See machten, versuchte sie ihn umzubringen. Während eines Kampfes entpuppte sich seine Freundin als Androide. Es gelang ihm, den Roboter zu zerstören und im See zu versenken. Die Polizei sucht ihn nun als Mörder von Angela, und Richard muss nicht nur vor der Polizei fliehen, sondern auch Angela wiederfinden. 
Richard sucht nun Hilfe bei Cindy, doch die entpuppt sich nach einiger Zeit ebenfalls als Roboter und versucht Richard zu töten. Er schafft es, ihr den Arm abzureißen und zu entkommen. Mit Hilfe einer Liste suchen Richard und Layla die anderen Personen, die in der Maschine nach Hawaii saßen. Als die zwei die richtige Person finden, erscheint Cindy und tötet diese. Cindy wird danach von Richard mit einer Pump Gun vernichtet. Layla schlägt vor, einen Bekannten von ihr zu besuchen, dieser Mann kenne sich mit Robotern aus. Als beide an einem Häuschen im Wald ankommen, werden sie von dem Wissenschaftler und zwei Teenagern empfangen. Während des Abendessens sieht man, dass weder Layla noch die Teenager und auch der Wissenschaftler das Essen anrühren und Richard der einzige ist, der etwas isst. Am späten Abend fährt Layla mit dem Auto davon, während Richard sich mit dem Wissenschaftler unterhält und bemerkt, dass dieser ebenfalls ein Androide ist. 
Richard gelingt es, den Androiden außer Gefecht zu setzen. Er nimmt sich ein Sturmgewehr mit Munition zur Hand. Plötzlich erscheint das Mädchen und greift Richard ebenfalls an. Er verschießt seine Munition und flieht vor dem angeschlagenen Androiden in den Wald. In einer Scheune kämpfen die beiden, als plötzlich der Junge mit einer Planierraupe in die Scheune fährt und sich und das Mädchen zerstört. Am nächsten Morgen will Richard weiterziehen, bis Layla mit dem Auto vorfährt. Er erkennt nun, dass Layla ebenfalls ein Roboter ist und macht sich zum Kampf bereit. Aber als die Polizei erscheint, flieht Layla. Richard muss nun alleine weiterreisen, um seine Freundin Angela zu finden und um das Geheimnis der Androiden zu lüften, ohne von der Polizei entdeckt zu werden.

## Kritiken
„Okkulter Horror-Thriller um künstliche Menschen.“

## Auszeichnungen
- 1986: Nominierung bei den Emmy Awards in der Kategorie Makeup für eine Miniserie oder einen Fernsehfilm für Michael Westmore und Zoltan Elek